# Сако
Сако је кратак мушки капут који, када се носи у комбинацији са кошуљом и краватом, чини горњи део мушког одела.
Број дугмади на сакоу варира од једног до шест и више, а најчешћи број дугмади је од два до три. Постоје варијације и у распореду дугмади. Највише дугме се најчешће налази у висини струка. На пример, ако сако има четири дугмета, обично формирају облик квадрата. Распоред дугмади и облик ревера стварају различите слике у оку посматрача. На пример, ако се дугмад налази превише ниско, а ревер је превише изражен, струк изгледа шири.